# Moina mongolica
Moina mongolica är en kräftdjursart som beskrevs av Daday 1901. Moina mongolica ingår i släktet Moina och familjen Moinidae. Inga underarter finns listade i Catalogue of Life.